# Bolbitis intermedia
Bolbitis intermedia là một loài thực vật có mạch trong họ Lomariopsidaceae. Loài này được (Fée) K. Iwats. mô tả khoa học đầu tiên năm 1959.